# Уусимаа
Уусимаа (на фински: Uusimaa; на шведски: Nyland, Нюланд) е област (маакунта) във Финландия, провинция Южна Финландия. По-известни градове в нея са Хелзинки, Еспоо, Кауниайнен, Вантаа.
1. ↑  www.maanmittauslaitos.fi
2. ↑  pxnet2.stat.fi